# Taxi 2
Pour les articles homonymes, voir Taxi (homonymie).
Série Taxi
Taxi
(1998) Taxi 3
(2003)
Pour plus de détails, voir Fiche technique et Distribution.

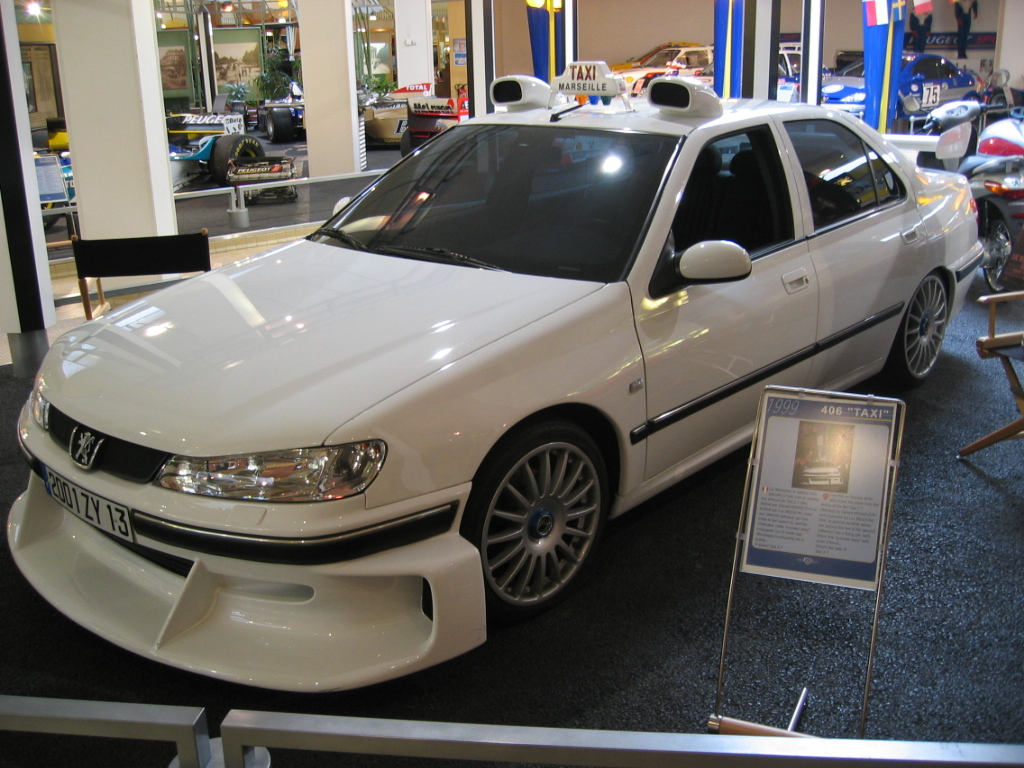
Peugeot 406 du film au Musée de l’Aventure Peugeot de Sochaux.

Taxi 2 est un film français réalisé par Gérard Krawczyk, sorti en 2000. Il s'agit du deuxième film de la série Taxi, produite et écrite par Luc Besson.
Le film débute le 13 juillet à Marseille. Daniel est invité à déjeuner chez les parents de Lily, dont le père est le général Bertineau. Mais celui-ci doit se rendre d'urgence à l'aéroport et Daniel le conduit. Là-bas, la ville de Marseille accueille le ministre de la Défense japonais pour lui faire découvrir la ville et voir les méthodes de la police, avant de signer un gros contrat avec le gouvernement français. Au cours de la tournée, pour laquelle Daniel sert de chauffeur au ministre à la demande du général, le ministre est enlevé de façon très spectaculaire par des ninjas, tandis que le policier Émilien est impuissant à empêcher l'enlèvement de sa collègue et petite amie Petra. La police étant hors du coup faute de piste, Daniel et Émilien n'ont pas d'autre choix que d'aller secourir le ministre et Petra à Paris, avec l'aide d'un agent japonais et d'un avion du général qui largue le taxi au-dessus de Paris. S'en suivra une longue course-poursuite qui finira dans le défilé du 14 juillet sur les Champs-Élysées.

## Synopsis
Alors que Jean-Louis Schlesser et son copilote Henri Magne sont en course, Daniel arrive derrière avec son taxi et essaie de les doubler. En effet, il doit transporter au plus vite une femme enceinte prise de violentes contractions. Après les avoir dépassés, il arrive à la clinique, mais la femme est déjà en train d'accoucher et Daniel doit patienter sur place encore quelque temps. Sa copine Lily fait une crise de jalousie, entendant les cris de la femme par téléphone. Elle prie Daniel de ne pas être en retard car elle a décidé de le présenter à ses parents. Pendant ce temps, Émilien, après avoir encastré la voiture de l'auto-école Pirès une nouvelle fois, obtient tout de même son permis de conduire, l'examinateur, qui est muté à Paris le lendemain, étant lassé de le voir échouer encore, encore et encore.
Daniel, qui déteste les policiers et les militaires, rencontre les parents de Lily, le général Bertineau et sa femme. Il se fait passer pour un étudiant en médecine, pour cacher sa situation de chauffeur de taxi. Afin de ne pas le froisser, Daniel fait semblant de s'intéresser aux récits animés de Bertineau, vétéran de la Guerre d'Algérie.
À la police de Marseille, c'est cours de judo. Émilien affronte Petra, dont tous les deux sont en couple, et se fait battre à chaque fois. Soudain, le commissaire Gibert les convoque dans son bureau et les informe que le ministre de la Défense japonais, qu'il appelle le « Niak » (n'arrivant jamais à bien prononcer son nom), sera accueilli à Marseille pour voir la protection anti-gang de la ville, avant d’aller à la capitale pour signer des contrats avec la France à l'Élysée, le lendemain du 14 juillet. Il organise une opération (appelée « Opération Ninja ») dans le but d'impressionner le ministre lors d'une escorte dans la ville, avec de fausses attaques.
En plein déjeuner, le général Bertineau se rend compte après un appel qu'il a oublié de se rendre à l'atterrissage du ministre de la défense. Cependant, sa voiture a un accident et il doit se rendre à l'aéroport de Marignane dans les 15 minutes. Daniel se dévoue donc pour l'amener dans les temps avec son taxi. Durant le trajet, Daniel met en déroute les patrouilles de contrôle de vitesse comme il en a l'habitude. Mais arrivés près de l'aéroport, l'avion est déjà en train d'atterrir : Daniel emprunte donc un raccourci et après avoir sauté les grillages avec son taxi modifié, il arrive sur le tarmac et amène le général accueillir le ministre sur place, avec l'équipe de Gibert et le ministre français déjà présents.
Cependant, des Yakuzas observent de loin la rencontre et mettent en place un plan pour kidnapper le ministre. Ils utilisent donc des outils de haute technologie pour écouter les conversations de la police et connaître le parcours du cortège. Ils décident de kidnapper Petra en plus du ministre car ils l'ont vu parler japonais à l’atterrissage, alors qu'elle suivait les instructions du ministère (que Gibert n'a en réalité pas lu !). Les Yakuzas se lancent donc avec leurs voitures Mitsubishi Lancer Evolution 6.
Pendant le cocktail de bienvenue, Émilien va voir Daniel, car le général Bertineau l'invite. Réticent à participer à un cocktail entouré de policiers et de militaires, Daniel finit par accepter car il ne doit pas fâcher son futur beau-père. Il reçoit une faveur de ce dernier pour l'avoir amené à l'aéroport dans les temps. Pendant ce temps, l'Opération Ninja commence : Gibert essaie de faire boire le ministre pour qu'il soit moins réactif, et une voiture, la Cobra (qui est une Peugeot 605 modifiée et blindée) est présentée : c'est dans cette voiture que le ministre prendra place. Mais lors de la présentation, une erreur de manipulation fait gonfler tous les airbags et asphyxie le chauffeur. Bertineau conseille donc au ministre français de laisser la conduite à Daniel. Celui-ci accepte, bien que réticent, et reçoit les instructions de Gibert, marquée par les allumages et interruptions du moteur de la voiture (dont la commande vocale d'allumage est "Ninja" et pour éteindre c'est "Niak", mot utilisé par le commissaire pour désigner le ministre japonais).
Daniel assume donc son rôle de chauffeur et suit l'opération à la lettre. Il en profite pour dresser un portrait peu élogieux de la police à l'interprète japonais qui est amusé. Le cortège tombe sur la première attaque bidon, au cours de laquelle la police sort le "matériel" pour "neutraliser" les "agresseurs", même si ces derniers tirent un missile sur la Cobra, détourné par le système Atlas (le missile s'écrasera sur un bateau en pleine mer). Cette attaque impressionne le ministre japonais et le cortège se remet en route vers la prochaine attaque. Pourtant à ce moment-là, les Yakuzas décident de passer à l'action : ils arrivent à piéger la Cobra, découpent le toit et le kidnappent avec un long dispositif éjectable et récupèrent leur otage sur l'autoroute A557 où l'équipe est stationnée (après avoir provoqué un accident plus tôt pour couper la circulation). Dans le même temps, Petra, qui était avec Émilien dans un bâtiment désaffecté à proximité, est aussi capturée par des ninjas alors qu'elle était aux toilettes. Émilien, qui venait de lui avouer son amour, décide donc de poursuivre les ninjas, mais se retrouve à nouveau dans une poubelle, tandis que trois autres policiers sont battus à plate-couture.
La police scientifique mettant trop de temps à agir, Émilien demande à Daniel son expertise : ayant reconnu les voitures, et grâce à l'odeur de poisson des traces de pneus, il pense que les Yakuzas auraient installé une base dans le port. Mis au courant, Gibert congédie la police scientifique et organise une opération pour attraper les malfaiteurs dans un entrepôt. Mais cette opération est un échec, car les Yakuzas sont déjà partis vers Paris. Après plusieurs heures d'attentes, marquées par le drôle de manège de Gibert qui "s'échauffe" pour l'opération, l'assaut est lancé lorsque Marco et Rachid, deux voleurs (qui n'ont rien à voir avec les Yakuzas) déjà aperçus dans l'opus précédent, rentrent par effraction dans l'entrepôt. Gibert, à cause d'une erreur d'Émilien, se retrouve paralysé à la suite d'une chute et est donc conduit à l'hôpital en ambulance. Il avait demandé a Émilien de faire un nœud de corde afin de l'assurer, ce qui a été fait, mais celui-ci s'est trompé de corde.
Daniel et Émilien sont à l'hôpital en attendant la guérison de Gibert quand Yuli, une agent de la police japonaise, garde du corps du ministre, les informe de la situation : les Yakuzas, dirigés depuis le Japon par le très conservateur Yuke Tsumoto, ont pour intention d'hypnotiser le ministre afin qu'il fasse un attentat à Paris lors du défilé du 14 juillet pour provoquer un incident diplomatique et rompre tous les contrats pour au moins 10 ans. Daniel use donc de ses relations avec Pizza Joe (l'entreprise où il travaillait au début du premier film) pour connaître la planque des Yakuzas à Paris, et utilise sa faveur pour demander à Bertineau de l'aider pour les emmener à Paris avec un avion de l'armée. Tandis que Lily s'impatiente du retour de Daniel chez ses parents, le taxi est parachuté au matin suivant dans les rues de la capitale. En arrivant au sol, le taxi fait face à l'auto-école Pirès dont le moniteur qui commence son premier jour reconnait son ancien élève.
Ils se rendent donc au repaire des Yakuzas (un immeuble en construction) pour sauver le ministre et Petra. Émilien décide d'utiliser l'oreillette que Petra avait mis lors de l'Opération Ninja, pour communiquer avec elle, et ainsi semer le trouble dans la séance d'hypnose. Le policier s'infiltre ensuite et parvient à libérer Petra, puis cette dernière et Yuli se débarrassent des deux hypnotiseurs et de trois malfrats masqués avec des techniques de karaté. Émilien se rend compte que le pistolet qu'il pointait sur les ninjas était déchargé : Petra avait peur qu'il se blesse, tellement il est maladroit. Emilien, Yuli, Petra et le ministre évacuent par le tuyau d'évacuation de chantier de l'immeuble. Entre-temps, Daniel est abordé par le client pressé qu'il avait rencontré dans le film précédent, mais ne peut l'aider cette fois-ci…
Une fois le ministre et Petra récupérés, le taxi est vite pourchassé par les trois Mitsubishi des Yakuzas dans les rues de Paris. Ne pouvant pas s'en débarrasser seul (bien que l'une des trois voitures se retrouve séparée et contrainte de suivre les voies du RER pour revenir à Paris), Daniel décide d'abord de provoquer la police de Paris dans le but de gêner ceux-ci. Mais rapidement, les policiers sont pris au piège par les Japonais et provoquent un gigantesque carambolage au pont de Bir Hakeim, laissant de nouveau le taxi seul.
Daniel demande donc au général Bertineau d'user de ses relations militaires pour tendre un piège aux Yakuzas : des tanks présents au défilé doivent bloquer la sortie du tunnel à la porte Dauphine en cinq minutes chronos. Les militaires arrivent juste à temps, et Daniel parvient, avec les ailes de son taxi, à survoler les tanks, de la même manière qu'à l’aéroport de Marignane. Les Yakuzas sont pris au piège et sont arrêtés. Daniel se voit alors proposer un poste de chauffeur au Japon, mais il refuse. Aussi, devant déposer le ministre au niveau de la tribune présidentielle, le taxi se retrouve malgré lui dans le défilé militaire, à la grande surprise de Lily, du commissaire Gibert (toujours dans son lit d'hôpital) ou encore du président Chirac et de son premier ministre Lionel Jospin.

## Fiche technique
Sauf indication contraire, les informations mentionnées dans cette section peuvent être confirmées par la base de données cinématographiques IMDb,  présente dans la section « Liens externes ».
- Titre original : Taxi 2
- Réalisation : Gérard Krawczyk
- Scénario : Luc Besson
- Musique : Al Khemya
- Direction artistique : Franck Schwarz
- Décors : Jean-Jacques Gernolle
- Costumes : Martine Rapin
- Photographie : Gérard Sterin
- Son : Pierre Excoffier, Hervé Buirette, François Groult, Jérôme Aghion, Ken Yasumoto
- Montage : Thierry Hoss
- Production : Luc Besson, Laurent Pétin et Michèle Pétin
  - Production déléguée : Bernard Grenet
- Sociétés de production[1] : ARP Sélection, Leeloo Productions, Studiocanal et TF1 Films Production
- Sociétés de distribution : ARP Sélection
- Budget : 10,7 millions d’ €[2]
- Pays de production :  France
- Langues originales : français, japonais, allemand
- Format[3] : couleur - 35 mm - 2,35:1 (Cinémascope) - son Dolby Digital
- Genre : action, comédie, policier
- Durée : 88 minutes
- Dates de sortie[4] :
  - France : 25 mars 2000 (Marseille) ; 29 mars 2000 (sortie nationale)
  - Belgique, Suisse romande : 29 mars 2000[5],[6]
- Classification[7] :
  - France : tous publics[8]
  - Belgique : tous publics (KT/EA : Kinderen Toegelaten / Enfants Admis)[5],[9]
  - Suisse romande : interdit aux moins de 12 ans[10]

## Distribution
- Samy Naceri : Daniel Morales
- Frédéric Diefenthal : Émilien Coutant-Kerbalec
- Marion Cotillard : Lilly Bertineau
- Emma Sjöberg : Petra
- Bernard Farcy : Commissaire Gérard Gibert
- Édouard Montoute : Alain Trésor
- Jean-Christophe Bouvet : Général Edmond Bertineau
- Frédérique Tirmont : Mme Bertineau
- Marc Faure : Ministre français de La Défense
- Hirata Haruhiko : Ministre japonais
- Tsuyu Shimizu : Yuli Tsumoto
- Ko Suzuki : Katano
- Yoshi Oida : Yuke Tsumoto
- Kentaro : Yakuza
- Hiro Uchiyama : maître hypnotiseur
- Onochi Seietsu : maître hypnotiseur
- François Cottrelle : un policier civil à l’aéroport
- Tewhik Behar : Djamel
- Jean-Louis Schlesser : lui-même (pilote)
- Henri Magne : lui-même (copilote)
- Michel Muller : le père de l'enfant qui nait dans le taxi
- Miren Pradier : la femme enceinte
- Richard Guedj : le docteur
- Jean-Luc Borras : le buraliste
- Sébastien Thiéry : l'examinateur du permis
- Cyril Raffaelli : le professeur de karaté / le Yakuza au nunchaku
- François Nguyen : joueur de belote
- Louis-Marie Nyee : joueur de belote
- David Moulin : joueur de belote
- Jean-Luc Mehler : policier radar
- Jean-François Regazzi : policier radar
- Dominique Chevalier : contrôleur du trafic aérien
- Franck Maigne : Assistant contrôle aérien
- Hiroyuki Yanagisawa : ambassadeur japonais
- Emile Gerard : Lieutenant-colonel Bertrand
- Nicky Naudé : le nageur, propriétaire du bateau
- Shirley Bousquet : la nageuse
- Jean-Claude Houbart : chauffeur poids-lourd Feu Vert
- Christophe Gorlier : le chef des Experts
- Maïdi Roth : cliente de l’auto-école Pirès à Paris
- Philippe du Janerand : le client pressé (que Daniel avait déjà transporté dans le film précédent)
- Eric Challier : policier
- Jacques Buron : Colonel Picard
- Stephane Aizac : GIGN
- Sébastien Pons : Rachid
- Malek Bechar : Marco
- Michel Elias : Rally speaker
- Pierre Brichese : policier
- Fedele Papalia : gardien du parc
- Dorel Carenco : jeune fille au radar
- Jui Gui Kwon : Yakuza 3
- Ken Chung : Yakuza 4
- Raymond Khamvene : Yakuza 5
- Jean Lebidan : Yakuza 6
- Pierre Nguyen : Yakuza 7
- Châu Belle Dinh : Ninja
- Williams Belle : Ninja
- Guylain N'Guba-Boyeke : Ninja
- Malik Diouf : Ninja
- Charles Perrière : Ninja
- Laurent Piemontesi : Ninja
- Yann Hnautra : Ninja
- Jacques Chirac : lui-même
- Lionel Jospin : lui-même
- Daniel Herzog : la voix de Lionel Jospin (non crédité)
- Yves Lecoq : la voix de Jacques Chirac (non crédité)
- Victoria Obermayer : Olivia

Comme dans Taxi 1, la production a fait appel à de nombreux pilotes renommés pour participer aux cascades automobiles : Jean-Louis Schlesser, Jean Ragnotti, Henri Pescarolo, Raymond Touroul, Jutta Kleinschmidt, Jean-Pierre Jarier, Renaud Malinconi et Jean-Pierre Jabouille.
Les images de Jacques Chirac, Président de la République et Lionel Jospin, Premier Ministre ont été réutilisées d'un véritable défilé. Leurs voix sont interprétées par les imitateurs, Daniel Herzog et Yves Lecoq quand ils sont montrés de dos pour ne pas voir que les mouvements des lèvres ne sont pas en accord avec le texte du film.
A noter la présence de Raymond Khamvene jouant le Yakuza conduisant la Mitsubishi éjectée d'un rail lors de la course-poursuite. Quelques années auparavant, Raymond Khamvene s'était fait connaître en interprétant le personnage de Sumo dans le jeu télévisé Fort Boyard.

## Bande originale
Bandes originales Taxi
Taxi
(1998) Taxi 3
(2003)
Après avoir été concoctée par Akhenaton pour le premier film, c'est le groupe de producteurs Al Khemya qui se charge de la bande originale de Taxi 2. Il réunit au sein du collectif One Shot des artistes de divers horizons, comme les rappeurs Disiz La Peste, Faf Larage, Vasquez Lusi (de Less du Neuf), les chanteurs dancehall Taïro et Nuttea et enfin la chanteuse R'n'B Jalane.
La bande originale est publiée le 27 mars 2000 en France, et vivement saluée par la presse spécialisée. L'album contient des tubes tels que Millénaire et Elles dansent. Après publication de l'album, le collectif décroche un double disque d'or avec 400 000 exemplaires vendus.
Trois clips ont été réalisés afin de promouvoir la bande originale du film : Millénaire (réalisé par Skwall), Lettre ouverte (réalisé par Stéphane Lionardo) et Elles dansent (réalisé Nathalie Canguilhem). A Noter qu'il existe deux versions du clip, en solo, sans les images du film, et une autre version avec celle-ci. Les clips ne sont pas disponibles en bonus dans le DVD du film mais sur le DVD Hostile Hip-Hop Anthologie Vol.1 , paru en 2004.
Liste des titres
1. Millénaire - Disiz la Peste, Faf Larage, Vasquez Lusi, Nuttea, Jalane & Taïro (composé par Olivier "Akos" Castelli)
2. Danse dessus - Faf Larage (composé par Olivier "Akos" Castelli)
3. Au coin de ma rue - Disiz la Peste, Lusi Vasquez, Nuttea & Taïro (composé par DJ Ralph)
4. Lettre ouverte - Disiz la Peste & Jalane (composé par Olivier "Akos" Castelli)
5. L'Homme n'est qu'un apprenti - Taïro (composé par Akhenaton)
6. À la conquête - Disiz la Peste & Vasquez Lusi (composé par DJ Ralph)
7. Il faudrait que t’arrêtes - Disiz la Peste (composé par DJ Ralph)
8. Ballade pour un traître - Faf Larage, Vasquez Lusi & Nuttea (composé par DJ Ralph)
9. Mea Culpa - Jalane, Faf Larage & Taïro (composé par DJ Ralph)
10. Laissez-moi - Jalane (composé par Olivier "Akos" Castelli)
11. Trop de polémiques - Nuttea & Taïro (composé par Sya Styles)
12. Truc d'MC - Faf Larage & Vasquez Lusi (composé par Olivier "Akos" Castelli)
13. Elles dansent - Nuttea (composé par N. "Zenn" Ghrib & C. "Baron" Seys)
14. Nos légendes - Faf Larage & Taïro (composé par Olivier "Akos" Castelli)
15. Un peu moins de mystère - Vasquez Lusi (composé par Shurik'n)
16. Dancefloor furie - Jalane, Faf Larage & Lusi Vasquez feat. Freeman (composé par Akhenaton)

Samples
- À la conquête contient des samples de You Make Your Own Heaven and Hell Right Here on Earth de The Undisputed Truth et de La garde meurt mais ne se rend pas de Faf Larage & Shurik'n (sur la compilation Chroniques de Mars)[15].

## Accueil

### Box-office
Le film effectue un démarrage à 3 478 850 entrées lors de sa première semaine d'exploitation. Le film réalise au total 10 345 901 entrées en France.

## Distinctions

### Récompenses
- Festival du film romantique de Cabourg 2000 : Prix de la meilleure nouvelle actrice pour Marion Cotillard[17].
- Bidets d'or 2003 : Bidet d'or de l'acteur pour Samy Naceri[18].

## Analyse